# 开西大会
开西大会（Keswick Convention）是一个一年一度在英格兰坎布里亚郡凯西克举行的福音派基督徒属灵奋兴聚会。 
开西大会开始于1875年，是英国较高生命运动（Higher Life movement）的催化剂和焦点，创立者是圣公会的克福（T. D. Harford-Batters）和贵格会的威尔逊（Robert Wilson）。第一次开西大会有400多人参加。他们在“在耶稣基督裡是一”（All One in Christ Jesus）的旗帜下聚集。
开西大会早期的重要人物有圣公会的J. W. Webb-Peploe, Evan Henry Hopkins, William Haslam, W. Hay M. H. Aitken，Handley Moule，以及浸信会的Frederick Brotherton Meyer。
另一位早期经常讲道的讲员是中国内地会的创办人戴德生。賈艾梅在这里听见戴德生的讲道，因而决定献身于传教工作。
1886年，John George Govan在苏格兰成立信心差会（Faith Mission），也是受到开西大会的影响。 
Stephen Olford在1946年的开西大会的圣经研读和祷告期间，在一个旅馆房间内，将开西的信息介绍给葛培理。这些教导使得葛培理在生活中确信上帝的力量，葛培理在自传中说，第二次祝福临到他，从此，他有了传道的力量。

## 现代

### 會議週
在21世纪，每年的开西大会，仍然集中在大型的特别建造的混凝土展览场地上树起的帐篷里，装备了视听设备以帮助敬拜和教导。进入场地要经过大会中心，一个包括办公室的狭窄部份，一个小商店等。此外还在凯西克附近大会的Rawnsley中心和当地教会、聚会所举行活动。开西大会在每年七、八月间举行，持续三周时间。

### 其他活动
一年里其他时间，开西大会举办"圣经周"和其他活动，还出版基督教教材、经典讲道等。

### 开西青年
开西青年（Keswick Youth）是大会之外的一个单独的项目，提供一系列的圣经教导，以及有趣的活动。